# Gran Premio di Gran Bretagna 1978
Il Gran Premio di Gran Bretagna 1978 è stata la decima prova della stagione 1978 del Campionato mondiale di Formula 1. Si è corsa domenica 16 luglio 1978 sul Circuito di Brands Hatch. La gara è stata vinta dall'argentino Carlos Reutemann su Ferrari; per il vincitore si trattò dell'ottavo successo nel mondiale. Ha preceduto sul traguardo l'austriaco Niki Lauda e il britannico John Watson, entrambi su Brabham-Alfa Romeo.
L'organizzazione venne premiata col Race Promoters' Trophy, per il miglior gran premio della stagione. Fu la seconda volta per il gran premio britannico, anche se nella stagione 1977 il gran premio era stato ospitato sul Circuito di Silverstone.

## Vigilia

### Sviluppi futuri
Riccardo Patrese affermò di aver rifiutato un'offerta dell'Alfa Romeo per la stagione 1979, nella quale la casa di Arese avrebbe fatto il suo ritorno in prima persona in F1. La Scuderia Ferrari smentì di aver firmato un accordo con Jody Scheckter, pilota sudafricano della Wolf, sempre per la stagione successiva.

### Aspetti tecnici
La Lotus sperimentò una nuova versione della 79, con la possibilità per il pilota di regolare manualmente la durezza della barre antirollio anteriore, oltre che di quella posteriore. Venne prospettata l'ipotesi che anche la Goodyear potesse sperimentare degli pneumatici radiali, come quelli della Michelin, ma tale ipotesi venne respinta dai tecnici della casa americana. La Goodyear portò comunque un nuovo tipo di coperture.
Sull'Arrows FA1 a disposizione di Riccardo Patrese venne montato un microcomputer. Il dispositivo, creato dalla scuderia britannica in collaborazione con la Scicon, montato per la prima volta su una monoposto, sarebbe servito per controllare la vettura e consentire così alla scuderia di apportare le modifiche necessarie all'assetto della vettura stessa. Il computer aveva un costo di 30.000 sterline.
Dopo il difficile gran premio di Francia la Scuderia Ferrari indicò che la gara fosse servita come una sorta di test per gli pneumatici, viste le molte soste a cui erano stati costretti i piloti del Cavallino. L'ing. Mauro Forghieri spiegò:
La gara tornò, nella solita alternanza fra tracciati, a disputarsi sul Circuito di Brands Hatch, pista che ospitava il mondiale per l'ottava volta.

### Aspetti sportivi
L'esordiente britannico Geoff Lees venne iscritto sulla Ensign della Mario Deliotti Racing, mentre la Melchester Racing presentò una McLaren M23 per Tony Trimmer. Trimmer mancava, nel mondiale di F1, dall'edizione 1977 del gran premio britannico, in cui non si era prequalificato con una Surtees, sempre gestita dalla Melchester Racing. La Martini, seppur iscritta, diede forfait.

## Qualifiche

### Resoconto
La prima giornata di prove vide il miglior tempo di Ronnie Peterson in 1'17"16, che precedette Mario Andretti e Niki Lauda. Lauda scontava anche la rottura del telaio della sua Brabham. Finirono ancora indietro le due Ferrari, ancora impegnate nello sviluppo degli pneumatici per la stagione 1979.
Al sabato lo svedese della Lotus confermò la pole, la tredicesima della carriera nel mondiale, in 1'16"80 (nuovo record assoluto per il tracciato). Tra l'altro lo svedese colse il tempo con pneumatici da gara e non da qualifica. Molti piloti migliorarono comunque le prestazioni rispetto al giorno precedente, grazie alle buone condizioni meteorologiche. La seconda posizione fu confermata anche da Mario Andretti, l'altro pilota della scuderia di Colin Chapman. In seconda fila ci fu l'exploit di Jody Scheckter, che precedette Niki Lauda.

### Risultati
Nella sessione di qualifica si è avuta questa situazione:
| Pos                     | Nº | Pilota                | Costruttore              | Tempo   | Griglia |
| ----------------------- | -- | --------------------- | ------------------------ | ------- | ------- |
| 1                       | 6  | Ronnie Peterson       | Lotus-Ford Cosworth      | 1'16"80 | 1       |
| 2                       | 5  | Mario Andretti        | Lotus-Ford Cosworth      | 1'17"06 | 2       |
| 3                       | 20 | Jody Scheckter        | Wolf-Ford Cosworth       | 1'17"37 | 3       |
| 4                       | 1  | Niki Lauda            | Brabham-Alfa Romeo       | 1'17"42 | 4       |
| 5                       | 35 | Riccardo Patrese      | Arrows-Ford Cosworth     | 1'18"28 | 5       |
| 6                       | 27 | Alan Jones            | Williams-Ford Cosworth   | 1'18"36 | 6       |
| 7                       | 26 | Jacques Laffite       | Ligier-Matra             | 1'18"44 | 7       |
| 8                       | 11 | Carlos Reutemann      | Ferrari                  | 1'18"45 | 8       |
| 9                       | 2  | John Watson           | Brabham-Alfa Romeo       | 1'18"57 | 9       |
| 10                      | 4  | Patrick Depailler     | Tyrrell-Ford Cosworth    | 1'18"73 | 10      |
| 11                      | 14 | Emerson Fittipaldi    | Fittipaldi-Ford Cosworth | 1'18"78 | 11      |
| 12                      | 15 | Jean-Pierre Jabouille | Renault                  | 1'18"88 | 12      |
| 13                      | 12 | Gilles Villeneuve     | Ferrari                  | 1'18"99 | 13      |
| 14                      | 7  | James Hunt            | McLaren-Ford Cosworth    | 1'19"05 | 14      |
| 15                      | 22 | Derek Daly            | Ensign-Ford Cosworth     | 1'19"13 | 15      |
| 16                      | 33 | Bruno Giacomelli      | McLaren-Ford Cosworth    | 1'19"79 | 16      |
| 17                      | 17 | Clay Regazzoni        | Shadow-Ford Cosworth     | 1'19"83 | 17      |
| 18                      | 16 | Hans-Joachim Stuck    | Shadow-Ford Cosworth     | 1'19"98 | 18      |
| 19                      | 3  | Didier Pironi         | Tyrrell-Ford Cosworth    | 1'19"99 | 19      |
| 20                      | 8  | Patrick Tambay        | McLaren-Ford Cosworth    | 1'20"14 | 20      |
| 21                      | 25 | Héctor Rebaque        | Lotus-Ford Cosworth      | 1'20"24 | 21      |
| 22                      | 10 | Keke Rosberg          | ATS-Ford Cosworth        | 1'20"27 | 22      |
| 23                      | 37 | Arturo Merzario       | Merzario-Ford Cosworth   | 1'20"35 | 23      |
| 24                      | 30 | Brett Lunger          | McLaren-Ford Cosworth    | 1'20"39 | 24      |
| 25                      | 19 | Vittorio Brambilla    | Surtees-Ford Cosworth    | 1'20"70 | 25      |
| 26                      | 9  | Jochen Mass           | ATS-Ford Cosworth        | 1'20"71 | 26      |
| Vetture non qualificate |    |                       |                          |         |         |
| NQ                      | 36 | Rolf Stommelen        | Arrows-Ford Cosworth     | 1'20"73 | NQ      |
| NQ                      | 23 | Geoff Lees            | Ensign-Ford Cosworth     | 1'21"05 | NQ      |
| NQ                      | 18 | Rupert Keegan         | Surtees-Ford Cosworth    | 1'21"10 | NQ      |
| NQ                      | 40 | Tony Trimmer          | McLaren-Ford Cosworth    | 1'21"41 | NQ      |

## Gara

### Resoconto
Al via fu Mario Andretti a scattare meglio di tutti, mettendo in fila Ronnie Peterson, Jody Scheckter, Alan Jones (partito sesto), Lauda e Riccardo Patrese (partito quinto).
Le Lotus sembravano poter condurre agevolmente la gara, staccando di quasi un secondo a giro il terzo, Scheckter. Al sesto giro, però, si ritirò Peterson, per noie al sistema di alimentazione. Le coperture portate dalla Goodyear subivano un forte degrado, tanto che al giro 24 Mario Andretti fu costretto a una sosta ai box per sostituire la gomma posteriore destra. L'italoamericano tornò in pista solo undicesimo. La Goodyear testò nel gran premio anche delle gomme radiali, che vennero utilizzate da Patrick Tambay.
Jody Scheckter si trovò al comando davanti a Jones, Lauda, Patrese, Carlos Reutemann, Watson. L'australiano della Williams, Jones, si ritirò al giro ventisei per un guasto alla frizione. Poco dopo il motore tradì Andretti, già in rimonta. Erano ceduti dei cuscinetti che regolavano la pressione dell'olio.
Senza le vetture oro-nere la gara risultava molto combattuta: tra il primo, Scheckter, ed il sesto, Patrick Depailler, vi erano solo 2 secondi di gap. Al 34º giro Niki Lauda passò a condurre, sfruttando un problema al cambio per Scheckter, che fu costretto al ritiro poco dopo. Lauda ora comandava davanti a Riccardo Patrese, Carlos Reutemann, Patrick Depailler e Watson. Depailler però fu fermato anche lui da problemi alle gomme, e retrocesse in settima posizione. Entrarono in zona punti Didier Pironi e Keke Rosberg. Pironi però fu costretto al ritiro per noie al cambio.
La gara ad eliminazione proseguì quando al 40º giro Patrese dovette rientrare ai box per una foratura e una sospensione rotta, ritirandosi. Ora era Reutemann secondo che precedeva Watson, Keke Rosberg poi Depailler, Jochen Mass con l'altra ATS; chiudeva la zona punti Patrick Tambay, che precedeva un altro tedesco, Stuck su Shadow. Anche Mass dovette però, poco dopo, fermarsi ai box. Al giro 49 Depailler superò Rosberg, che poco dopo si ritirò per la rottura di una sospensione.
Al sessantunesimo passaggio, Carlos Reutemann sfruttò il doppiaggio di Bruno Giacomelli da parte di Niki Lauda, alla curva Clearways, e passò a condurre fino al termine. Nel dopo gara Lauda accusò Giacomelli di averlo ostacolato.
Carlos Reutemann vinse per l'ottava volta nel mondiale, davanti a Lauda, Watson, Patrick Depailler, Hans-Joachim Stuck (per la prima volta a punti in stagione). Poi seguivano tre McLaren: sesto Patrick Tambay, Giacomelli settimo, davanti a Brett Lunger.

### Risultati
I risultati del gran premio furono i seguenti:
| Pos | No | Pilota                | Costruttore              | Giri | Tempo/Ritiro  | Pos. Griglia | Punti |
| --- | -- | --------------------- | ------------------------ | ---- | ------------- | ------------ | ----- |
| 1   | 11 | Carlos Reutemann      | Ferrari                  | 76   | 1h42'12"39    | 8            | 9     |
| 2   | 1  | Niki Lauda            | Brabham-Alfa Romeo       | 76   | +1"23         | 4            | 6     |
| 3   | 2  | John Watson           | Brabham-Alfa Romeo       | 76   | +37"25        | 9            | 4     |
| 4   | 4  | Patrick Depailler     | Tyrrell-Ford Cosworth    | 76   | +1'13"27      | 10           | 3     |
| 5   | 16 | Hans-Joachim Stuck    | Shadow-Ford Cosworth     | 75   | +1 giro       | 18           | 2     |
| 6   | 8  | Patrick Tambay        | McLaren-Ford Cosworth    | 75   | +1 giro       | 20           | 1     |
| 7   | 33 | Bruno Giacomelli      | McLaren-Ford Cosworth    | 75   | +1 giro       | 16           |       |
| 8   | 30 | Brett Lunger          | McLaren-Ford Cosworth    | 75   | +1 giro       | 24           |       |
| 9   | 19 | Vittorio Brambilla    | Surtees-Ford Cosworth    | 75   | +1 giro       | 25           |       |
| 10  | 26 | Jacques Laffite       | Ligier-Matra             | 73   | +3 giri       | 7            |       |
| NC  | 9  | Jochen Mass           | ATS-Ford Cosworth        | 65   | +11 giri      | 26           |       |
| Rit | 10 | Keke Rosberg          | ATS-Ford Cosworth        | 59   | Sospensione   | 22           |       |
| Rit | 17 | Clay Regazzoni        | Shadow-Ford Cosworth     | 49   | Cambio        | 17           |       |
| Rit | 15 | Jean-Pierre Jabouille | Renault                  | 46   | Turbo         | 12           |       |
| Rit | 35 | Riccardo Patrese      | Arrows-Ford Cosworth     | 40   | Sospensione   | 5            |       |
| Rit | 3  | Didier Pironi         | Tyrrell-Ford Cosworth    | 40   | Cambio        | 19           |       |
| Rit | 20 | Jody Scheckter        | Wolf-Ford Cosworth       | 36   | Cambio        | 3            |       |
| Rit | 14 | Emerson Fittipaldi    | Fittipaldi-Ford Cosworth | 32   | Motore        | 11           |       |
| Rit | 37 | Arturo Merzario       | Merzario-Ford Cosworth   | 32   | Alimentazione | 23           |       |
| Rit | 22 | Derek Daly            | Ensign-Ford Cosworth     | 30   | Ruota         | 15           |       |
| Rit | 5  | Mario Andretti        | Lotus-Ford Cosworth      | 28   | Motore        | 2            |       |
| Rit | 27 | Alan Jones            | Williams-Ford Cosworth   | 26   | Trasmissione  | 6            |       |
| Rit | 12 | Gilles Villeneuve     | Ferrari                  | 19   | Trasmissione  | 13           |       |
| Rit | 25 | Héctor Rebaque        | Lotus-Ford Cosworth      | 15   | Cambio        | 21           |       |
| Rit | 7  | James Hunt            | McLaren-Ford Cosworth    | 7    | Incidente     | 14           |       |
| Rit | 6  | Ronnie Peterson       | Lotus-Ford Cosworth      | 6    | Alimentazione | 1            |       |
| NQ  | 36 | Rolf Stommelen        | Arrows-Ford Cosworth     |      |               |              |       |
| NQ  | 23 | Geoff Lees            | Ensign-Ford Cosworth     |      |               |              |       |
| NQ  | 18 | Rupert Keegan         | Surtees-Ford Cosworth    |      |               |              |       |
| NQ  | 40 | Tony Trimmer          | McLaren-Ford Cosworth    |      |               |              |       |

## Classifiche

### Piloti
| Pos. | Pilota             | Punti |
| ---- | ------------------ | ----- |
| 1    | Mario Andretti     | 45    |
| 2    | Ronnie Peterson    | 36    |
| 3    | Carlos Reutemann   | 31    |
| 4    | Niki Lauda         | 31    |
| 5    | Patrick Depailler  | 26    |
| 6    | John Watson        | 16    |
| 7    | Jacques Laffite    | 10    |
| 8    | Riccardo Patrese   | 8     |
| 9    | Jody Scheckter     | 8     |
| =    | James Hunt         | 8     |
| 11   | Emerson Fittipaldi | 7     |
| 12   | Alan Jones         | 5     |
| 13   | Patrick Tambay     | 5     |
| 14   | Didier Pironi      | 5     |
| 15   | Clay Regazzoni     | 4     |
| 16   | Gilles Villeneuve  | 3     |
| 17   | Hans-Joachim Stuck | 2     |

### Costruttori
| Pos. | Team                     | Punti |
| ---- | ------------------------ | ----- |
| 1    | Lotus-Ford Cosworth      | 58    |
| 2    | Brabham-Alfa Romeo       | 40    |
| 3    | Ferrari                  | 31    |
| 4    | Tyrrell-Ford Cosworth    | 28    |
| 5    | McLaren-Ford Cosworth    | 12    |
| 6    | Ligier-Matra             | 10    |
| 7    | Arrows-Ford Cosworth     | 8     |
| 8    | Wolf-Ford Cosworth       | 8     |
| 9    | Fittipaldi-Ford Cosworth | 7     |
| 10   | Shadow-Ford Cosworth     | 6     |
| 11   | Williams-Ford Cosworth   | 5     |